# ポンボーゼ
ポンボーゼ、ポンボゼ（フランス語: Pontboset [pɔ̃bozɛ]）は、イタリア共和国ヴァッレ・ダオスタ州にある、人口約200人の基礎自治体（コムーネ）。

## 地理

### 位置・広がり

#### 隣接コムーネ
隣接するコムーネは以下の通り。括弧内のTOはトリノ県所属を示す。
- アルナド
- シャンポルシェ
- ドンナス
- オーヌ
- イソーニュ
- トラヴェルセッラ (TO)
- ヴァルキウーザ (TO)

## 行政

### 分離集落
ポンボーゼには、以下の分離集落（フラツィオーネ）がある。
- Pont-Bozet (chef-lieu), La Place, Frassiney, Savin, Trambésère, Pialemont, Piolly, Vareisaz, Terrisse, Valvieille, Frontière, Écreux, Crest dessous, Crest dessus, Percellette, Folliettaz, Délivret, Fournier, La Bourney, Barmelle, Barmacrepaz, Châteigne